# 陸奥岩崎駅
陸奥岩崎駅（むついわさきえき）は、青森県西津軽郡深浦町大字岩崎字松原にある、東日本旅客鉄道（JR東日本）五能線の駅である。

## 歴史
開業時は旧能代線の終着駅であった。

### 年表
- 1932年（昭和7年）10月14日：鉄道省（→国鉄）の駅として西津軽郡岩崎村に開業[2][3]。
- 1978年（昭和53年）9月20日：貨物の取り扱いを廃止[3]。
- 1984年（昭和59年）2月1日：荷物の扱いを廃止[3]。
- 1986年（昭和61年）11月1日：電子閉塞導入に伴う岩館 - 深浦間の一閉塞化により運転扱いを廃止し、駅員無配置駅となり[4]、簡易委託化[5]。
- 1987年（昭和62年）4月1日：国鉄分割民営化により、JR東日本の駅となる[3]。
- 2005年（平成17年）3月31日：深浦町商工会受託の簡易委託が終了し、翌日より無人駅となる[2]。
- 2010年（平成22年）4月1日：深浦駅から五所川原駅に管理駅が変更となる。
- 2024年（令和6年）10月1日：えきねっとQチケのサービスを開始[1][6]。

## 駅構造
単式ホーム1面1線を有する地上駅である。かつては、相対式ホーム2面2線で列車交換ができたが、簡易委託時に交換設備が撤去された。現在も旧上りホームが残っている。
弘前統括センター（五所川原駅）の無人駅である。木造駅舎を有する。

## 利用状況
JR東日本によると、2000年度（平成12年度）- 2003年度（平成15年度）の1日平均乗車人員の推移は以下のとおりであった。
| 乗車人員推移       | 乗車人員推移     | 乗車人員推移 |
| 年度               | 1日平均 乗車人員 | 出典         |
| ------------------ | ---------------- | ------------ |
| 2000年（平成12年） | 46               | [ 7 ]        |
| 2001年（平成13年） | 45               | [ 8 ]        |
| 2002年（平成14年） | 38               | [ 9 ]        |
| 2003年（平成15年） | 37               | [ 10 ]       |

## 駅周辺
- 鰺ケ沢警察署 岩崎駐在所
- 岩崎上地区コミュニティセンター
- 岩崎漁港
- 岩崎村漁業協同組合
- 岩崎郵便局
- つがるにしきた農業協同組合 岩崎支店
- 深浦消防署 岩崎分署
- 深浦町役場 岩崎支所（旧・岩崎村役場）
  - 岩崎公民館
  - ふれあいと創造の館
- 村山医院

### バス路線
「岩崎駅前」停留所にて、弘南バスが運行する路線バスが発着する。
- 十二湖線 - 夏期のみ運行
  - 不老ふ死温泉行き
  - 奥十二湖駐車場行き

## 隣の駅
東日本旅客鉄道（JR東日本）
■五能線
□快速
通過
■普通
十二湖駅 - 陸奥岩崎駅 - 陸奥沢辺駅